# QDPR
QDPR (англ. Quinoid dihydropteridine reductase) – білок, який кодується однойменним геном, розташованим у людей на короткому плечі 4-ї хромосоми.  Довжина поліпептидного ланцюга білка становить 244 амінокислот, а молекулярна маса — 25 790.
| 10         |  | 20         |  | 30         |  | 40         |  | 50         |
| ---------- |  | ---------- |  | ---------- |  | ---------- |  | ---------- |
| MAAAAAAGEA |  | RRVLVYGGRG |  | ALGSRCVQAF |  | RARNWWVASV |  | DVVENEEASA |
| SIIVKMTDSF |  | TEQADQVTAE |  | VGKLLGEEKV |  | DAILCVAGGW |  | AGGNAKSKSL |
| FKNCDLMWKQ |  | SIWTSTISSH |  | LATKHLKEGG |  | LLTLAGAKAA |  | LDGTPGMIGY |
| GMAKGAVHQL |  | CQSLAGKNSG |  | MPPGAAAIAV |  | LPVTLDTPMN |  | RKSMPEADFS |
| SWTPLEFLVE |  | TFHDWITGKN |  | RPSSGSLIQV |  | VTTEGRTELT |  | PAYF       |

A: Аланін

C: Цистеїн

D: Аспарагінова кислота

E: Глутамінова кислота

F: Фенілаланін

G: Гліцин

H: Гістидин

I: Ізолейцин

K: Лізин

L: Лейцин

M: Метіонін

N: Аспарагін

P: Пролін

Q: Глутамін

R: Аргінін

S: Серин

T: Треонін

V: Валін

W: Триптофан

Кодований геном білок за функцією належить до оксидоредуктаз. 
Задіяний у таких біологічних процесах як поліморфізм, ацетиляція, альтернативний сплайсинг. 
Білок має сайт для зв'язування з НАДФ. 